# Saint-Georges-de-Montaigu
Saint-Georges-de-Montaigu – miejscowość i dawna gmina we Francji, w regionie Kraj Loary, w departamencie Wandea. W 2016 roku populacja ówczesnej gminy wynosiła 4352 mieszkańców. 
W dniu 1 stycznia 2019 roku z połączenia pięciu ówczesnych gmin – Boufféré, La Guyonnière, Montaigu, Saint-Georges-de-Montaigu oraz Saint-Hilaire-de-Loulay – powstała nowa gmina Montaigu-Vendée. Siedzibą gminy została miejscowość Montaigu. 